# Venus (film fra 1911)
 For alternative betydninger, se Venus. (Se også artikler, som begynder med Venus)
Venus er en dansk stum dramafilm fra 1911 produceret af Fotorama og instrueret af Gunnar Helsengreen efter manuskript af Axel Breidahl og Arvid Ringheim. Filmens hovedrolle som "Venus" spilles af Marie Niedermann. Filmen er af Fotorama beskrevet som "En Folkekomedie fra det moderne København"
Filmen havde dansk premiere den 6. november 1911 i Edison Biografen på Frederiksberg. Filmen indeholdt "særlig dristige" scener og ved filmens premiere i Aarhus skred den lokale politimester ind kort efter filmens start og stoppede fremvisningen og beslaglagde filmkopien.

## Handling
En ung kvinde, Edith, lever et trist liv med sin familie, og beslutter at søge job på varieté. Familiens logerende, den unge hr. Holm, forsøger at tale hende fra det, men forgæves. Efter at have fremvist sine attributter for varietéens direktør og efter dennes tilnærmelser til den unge kvinder, som hun accepterer, får hun engagement på varietéen, hvor hun bliver en stor succes i forestillingen Venus. Hun tjener mange penge, og snart er fædrelandet for lille for hende, og hun optræder på varietéerne i Europas storbyer. I mellemtiden er den logerende, hr. Holm blevet en succesfuld ingeniør, men han tænker fortsat på Edith. 
Edith vender tilbage til sin fødeby, hvor Venus genopføres. Edith tjener mange penge og feteres som den stjerne hun er. Der er megen sladder om Edith og hendes udsvævende liv og hendes mange elskere, men Edith er ligeglad, og tænker alene på berømmelsen og pengene. en dag møder hun hr. Holm, som hun hilser på, men Homl vil ikke tage hendes hånd, men vender sig bort. Da går det op for Edith, hvilket tomt og indholdsløst liv hun har levet. Hun opgiver sin karriere som varietéskuespillerinde og tilslutter sig i stedet Frelsens Hær. Hun møder herefter Hr. Holm igen, og nu er Ediths sjæl renset og befriet fra smuds, og parret finder hinanden og bygger en lykkelig familie.

## Medvirkende
- Marie Niedermann, Edith, senere "Venus", varieteskuespillerinde, Sivertsens datter
- Alfred Cohn, Sivertsen, Ediths far
- Martha Helsengreen, Fru Sivertsen, Ediths mor
- Sigrid Creutz Hindborg, Ellen, Sivertsens datter
- Alfred Kaae, Ingeniør Holm, Sivertsens logerende
- Peter Nielsen, Varietedirektør
- Valdemar Schiøler Linck, Varietegæst
- Søren Fjelstrup
- Axel Boesen